# Fløytekvartetten
Floytekvartetten (Noors voor Fluitkwartet) is een compositie van Johan Kvandal. Kvandal schreef dit werk voor de Vereniging voor kamermuziek in Bergen. Het werk werd na de eerste uitvoeringen gekenschetst als een mengeling van traditionele klassieke muziek en moderne muziekstijlen. Het is een typering die voor meerdere werken van Kvandal geldt. De eerste uitvoering van het werk vond plaats op 12 mei 1976.
Het kwartet voor dwarsfluit, viool, altviool en cello is geschreven in drie delen:
1. Allegretto con moto
2. Andante tranquillo
3. Allegro assai.

Van het werk zijn twee opnamen bekend. Een daarvan is een opname die in het bezit is van de Noorse Muziekcentrale. Een uitvoering van Torkil Bye (f), Stig Nilson (v), Otto Berg (a) en Anne Britt Saevig (c) verscheen in 1982 bij Varese en verscheen later via het Noorse platenlabel Aurora.
De muziek van deel 1 is het best te omschrijven als 'variaties op een thema van Dmitri Sjostakovitsj'. De thema’s van Kvadanls kwartet en Sjostakovitsj’s Symfonie nr. 15 zijn daar vrijwel identiek en beide geschreven voor de dwarsfluit. 